# Halbendorf (Groß Düben)
Halbendorf (Oppersorbisch: Brězowka) is een plaats in de Duitse gemeente Groß Düben, deelstaat Saksen, en telt 549 inwoners (2006).